# Новопервомайский сельсовет
Новопервомайский сельсовет — сельское поселение в Татарском районе Новосибирской области Российской Федерации.
Административный центр — село Новопервомайское.

## История
Статус и границы сельского поселения установлены Законом Новосибирской области от 2 июня 2004 года № 200-ОЗ «О статусе и границах муниципальных образований Новосибирской области»

## Население
| 2002  | 2010  | 2012  | 2013  | 2014  | 2015  | 2016  |
| ----- | ----- | ----- | ----- | ----- | ----- | ----- |
| 1776  | ↘1441 | ↘1400 | ↘1372 | ↗1375 | ↘1362 | ↘1342 |
| 2017  | 2018  | 2019  | 2020  | 2021  |       |       |
| ↘1312 | ↘1288 | ↘1279 | ↘1235 | ↘1214 |       |       |

## Состав сельского поселения
| № | Населённый пункт | Тип населённого пункта       | Население |
| - | ---------------- | ---------------------------- | --------- |
| 1 | Кузнецово        | деревня                      | ↘166      |
| 2 | Лагунака         | населённый пункт             | ↘56       |
| 3 | Новопервомайское | село, административный центр | ↘946      |
| 4 | Платоновка       | деревня                      | ↘201      |
| 5 | Сибиряк          | посёлок                      | ↗72       |